# Frontera entre Hondures i El Salvador
La frontera entre Hondures i El Salvador és una frontera administrativa situada al nord d'El Salvador i al sud d'Hondures. Separa els departaments salvadorencs d'Usulután, Cabañas, San Miguel, La Unión Morazán i Chalatenango dels departaments hondurenys de Lempira, Intibucá Valle, La Paz i Ocotepeque.

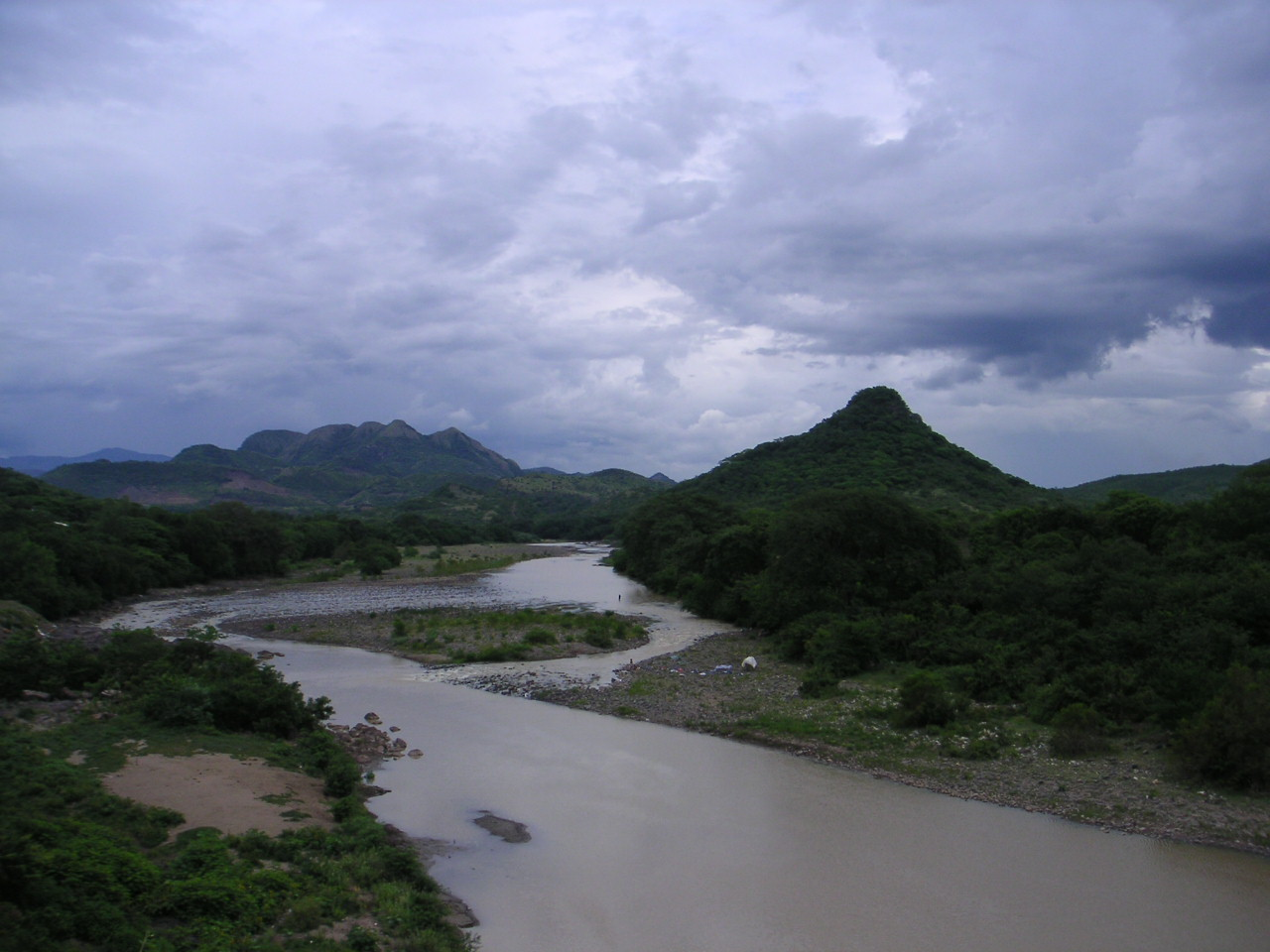
El riu Goascarán, a la frontera entre ambdós estats

## Traçat
La frontera passa en el punt més alt del territori d'El Salvador, el Cerro El Pital, i és delimitada pel riu Goascorán. Hi ha dos extrets:
- Direcció sud-nord, corrent des de la costa de l'oceà Pacífic, el Golf de Fonseca, fins a l'inici del tram est-oest.
- Direcció Est-Oest, sortint del tram nord-sud, arribant al trifini El Salvador - Hondures - Guatemala.

## Història
La frontera es va establir per primera vegada el 1841 quan els dos països formaven part de les Províncies Unides de l'Amèrica Central i se separaren d'aquesta Federació juntament amb Nicaragua per formar una confederació. El 1856, els tres països es van separar establint les fronteres internacionals actuals.